# ISPM 15

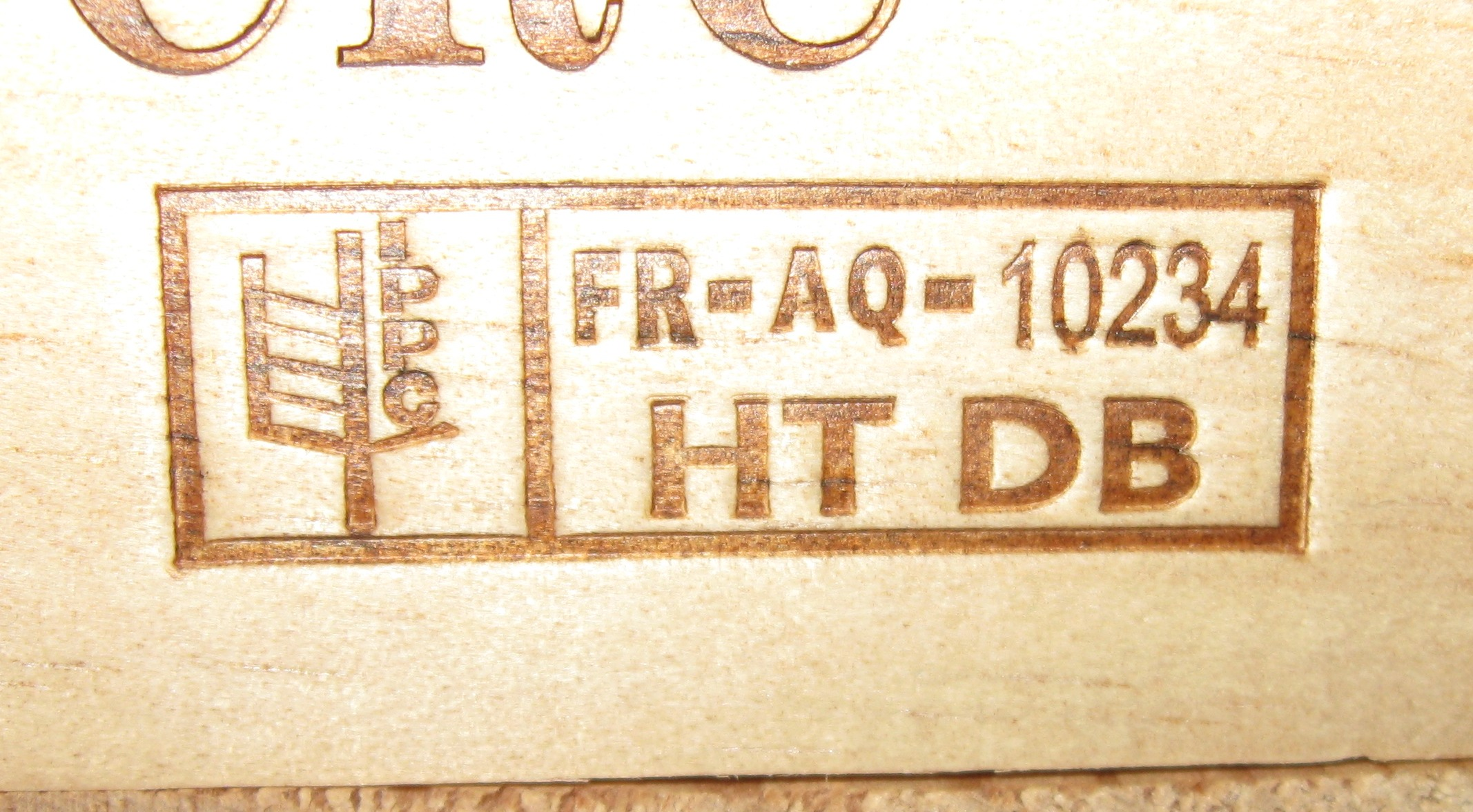
IPPC Markierung auf einer Weinkiste

Die Internationale Norm für Pflanzenschutzmaßnahmen Nr. 15 (ISPM 15) ist eine internationale Pflanzenschutzmaßnahme, die von der Internationalen Pflanzenschutzkonvention (IPPC) entwickelt wurde. Sie befasst sich direkt mit der Notwendigkeit, Holzmaterialien mit einer Dicke von mehr als 6 mm zu behandeln, die für den Versand von Produkten zwischen Ländern verwendet werden. Ihr Hauptziel ist es, den internationalen Transport und die Verbreitung von Krankheiten und Insekten zu verhindern, die Pflanzen oder Ökosysteme negativ beeinflussen könnten. ISPM 15 betrifft alle Holzverpackungsmaterialien (Paletten, Kisten, Stauholz usw.) und verlangt, dass sie entrindet und dann hitzebehandelt oder mit Methylbromid begast werden und anschließend mit einem Konformitätsstempel oder -brandzeichen versehen werden. Dieser Konformitätsstempel wird umgangssprachlich als „Weizenstempel“ bezeichnet. Von ISPM 15 ausgenommen sind Produkte, die aus alternativen Materialien wie Papier, Kunststoff oder Holzplattenprodukten (z. B. OSB, Hartfaserplatten und Sperrholz) hergestellt sind.

## ISPM-15-Überarbeitung
Die Überarbeitung der ISPM Nr. 15 (2009) gemäß Anhang 1 verlangt, dass Holz, das zur Herstellung von ISPM 15-konformen Holzverpackungen verwendet wird, aus entrindetem Holz hergestellt wird, das nicht mit vollständig rindenfreiem Holz verwechselt werden darf. ISPM 15 wurde aktualisiert, um die von der Europäischen Union 2009 vorgeschlagenen Vorschriften zur Rindenbeschränkung zu übernehmen. Australien hielt etwa ein Jahr lang an strengeren Rindenbeschränkungen fest, bevor es sich am 1. Juli 2010 anpasste.

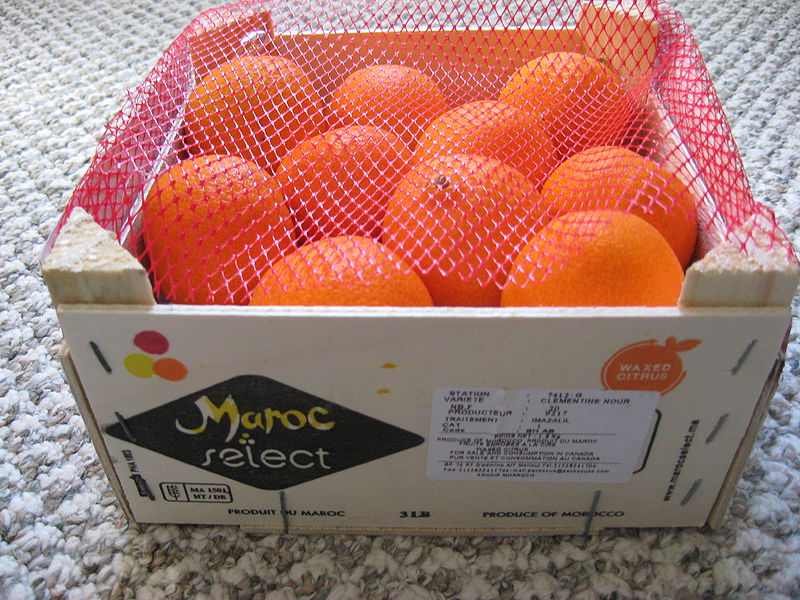
Holzkiste mit Clementinen (Mandarinen) aus Marokko, die 2010 das ISPM 15-Logo in der unteren linken Ecke zeigt (MA für Marokko, abgeleitet von der französischen Bezeichnung „Maroc“).

Holzverpackungsmaterialien müssen vor der Hitzebehandlung oder Begasung entrindet werden, um den ISPM 15-Vorschriften zu entsprechen. Der Entrindungsteil der Vorschrift soll verhindern, dass sich Insekten erneut ansiedeln, während das Holz darauf wartet, verarbeitet zu werden, oder sogar nachdem es bereits verarbeitet wurde. Die offizielle Definition für entrindetes Holz gemäß der ISPM 15-Überarbeitung (2009) lautet:
„Unabhängig von der Art der angewendeten Behandlung muss Holzverpackungsmaterial aus entrindetem Holz hergestellt werden. Für diesen Standard dürfen beliebig viele optisch getrennte und klar unterscheidbare kleine Rindenstücke verbleiben, wenn sie:
- weniger als 3 cm breit sind (unabhängig von der Länge) oder
- breiter als 3 cm sind, wobei die Gesamtfläche eines einzelnen Rindenstücks weniger als 50 Quadratzentimeter beträgt.“

### Argument für die Rindenentfernung
Die Befallslevel nach der Behandlung (mit und ohne Rinde) im Vergleich zu den Befallslevels vor der Behandlung sind wie folgt. Insgesamt zeigen die vorgelegten Studien entweder: a) keinen signifikanten Unterschied zwischen den Befallslevels von behandeltem und unbehandeltem Holz; oder b) die festgestellten Unterschiede sind auf die Insektenarten zurückzuführen, die möglicherweise behandeltes oder unbehandeltes Holz bevorzugen. Unterstützende Informationen aus einer nordamerikanischen Studie (IFQRG 2005-27) sind in der folgenden Tabelle zusammengefasst [1] Die Daten zeigen die Anzahl der Käfer pro cm²:
| Rindengröße     | Rindenkäfer (Kontrolle) | Rindenkäfer (Hitzebehandlung) | Rindenbohrer (Kontrolle) | Rindenbohrer (Hitzebehandlung) |
| --------------- | ----------------------- | ----------------------------- | ------------------------ | ------------------------------ |
| 25 cm2          | 0.01                    | 0.0035                        | 0.0133                   | 0.0064                         |
| 100 cm2         | 0.005                   | 0.01                          | 0.0086                   | 0.015                          |
| 100 % Abdeckung | 0.0087                  | 0.012                         | 0.0118                   | 0.0137                         |

IPPC-Zertifizierungssymbol.

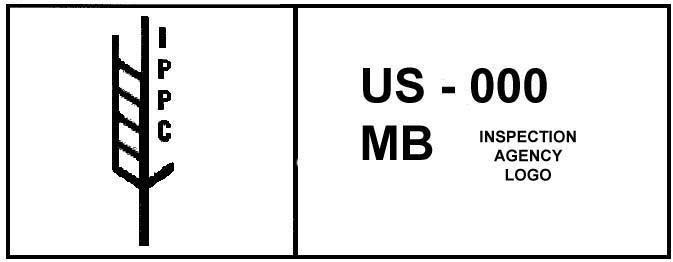
Beispiel eines ISPM-Logos, das das MB für die Behandlung des Holzes mit Methylbromid zeigt.

XX: steht für den zweibuchstabigen ISO-Ländercode oder den ISO 3166-1 alpha-2 Code (z. B. AU für Australien, US für Vereinigte Staaten, NZ für Neuseeland, GB für Vereinigtes Königreich).
00: steht für die eindeutige Zertifikationsnummer, die an NPPOs (Regulierungsbehörden, die die einzelnen Holzverpackungshersteller überwachen) vergeben wird. Die Aufnahme dieser Zertifikationsnummer gewährleistet, dass das Holzverpackungsmaterial bis zum NPPO/Auditierungsbehörde zurückverfolgt werden kann.
1111: steht für die eindeutige Zertifikationsnummer, die an den Behandlungsanbieter und/oder Hersteller vergeben wird. Die Aufnahme dieser Zertifikationsnummer gewährleistet, dass das Holzverpackungsmaterial bis zum Behandlungsanbieter und/oder Hersteller zurückverfolgt werden kann.
YY: steht für die angewandte Behandlung des Holzverpackungsmaterials: HT ist der Code für die Hitzebehandlung auf mindestens 56 °C (133 °F) für mindestens 30 Minuten. MB ist der Code für die Begasung mit Methylbromid.
DUN: steht für den Code, wenn das Massivholzmaterial als Stauholz verwendet wird. Der „DUN“-Stauholz-Code wird nicht auf hergestellte Holzverpackungen angewendet, sondern nur auf loses Holz/Balken zur Sicherung von Produkten beim Versand.
Der ISPM 15-konforme Stempel kann weitere Informationen enthalten, da Hersteller und Lieferanten zusätzliche Angaben zur Identifikation einfügen können.

## International akzeptierte Behandlungsarten
- HT (Hitzebehandlung) – Das Holz muss so erhitzt werden, dass sein Kern mindestens 56 °C erreicht und dies für mindestens 30 Minuten gehalten wird.
  - Standard-Hitzebehandlung (HT): Standardverfahren, das in Heizkammern durchgeführt wird.
  - Kiln-dried (KD): Ähnlich wie die Standard-HT, jedoch werden zusätzlich Feuchtigkeitsstandards gefordert.
  - Mobile Hitzebehandlung (HT): Hitzebehandlung, die in Heizkammern durchgeführt wird, die in Lkw installiert sind. Ermöglicht die Durchführung der Behandlung überall.
  - Portables Kammerverfahren (PCP – HT): Hitzebehandlung, die in tragbaren Kammern aus thermischem Gewebe durchgeführt wird. Ermöglicht die Behandlung überall, jedoch zu geringeren Kosten. Das Patent für dieses Verfahren gehört dem brasilianischen Unternehmen Fitolog Pest Control.
  - Schneller Container-Verbinder (FCC – HT): Hitzebehandlung, die direkt in Containern durch eine mobile Heizeinheit durchgeführt wird. Eine vereinfachte Variante des PCP. Ideal für Häfen und Terminals.

- MB (Methylbromid) – Erfordert das vollständige Ausfüllen eines Bereichs mit gasförmigem Pestizid (Methylbromid).
  - Container-Begasung: Der Container, in dem sich die Holzverpackung befindet, wird vollständig mit Methylbromid gefüllt. Nach einer 24-stündigen Quarantäne wird der Container belüftet und das Holz/die Ladung freigegeben.
  - Zeltbegasung: Die Holzverpackung wird mit einem speziellen Zelt abgedeckt, das am Boden versiegelt wird. Das Zelt wird vollständig mit Methylbromid gefüllt. Nach einer 24-stündigen Quarantäne wird das Zelt entfernt und das Holz/die Ladung freigegeben.

## Ausnahmen von ISPM 15
Nicht alle Verpackungsmaterialien müssen behandelt werden, um als Versand- oder Verpackungsmaterial verwendet werden zu können. Hier ist eine Liste von Materialien, die nicht behandelt werden müssen und von den ISPM 15-Gesetzen und -Vorschriften ausgenommen sind.[6]
- Kunststoffpaletten – Diese bestehen meist aus Polypropylen oder Polyethylen-Kunstharz.
- Wellpapp-Paletten – Diese werden aus Holzstoff, Kleber und hoher Hitze hergestellt.
- Pressholz-Paletten – Diese werden unter hoher Temperatur und Druck mit Kleber und ausschließlich (wiederverwendeten) Holzspänen oder Sägemehl gefertigt.
- Verbundholz-Palettenblöcke – Diese werden unter hoher Temperatur und Druck mit Kleber und ausschließlich (wiederverwendeten) Holzspänen hergestellt.
- Sperrholz oder verarbeitete Holzprodukte – Holzverpackungen aus verarbeitetem Holzmaterial. Dazu gehören Spanplatten, Furniere, die mit Kleber, Wärme oder Druck hergestellt wurden.